# Razprti ostrigovec
Razprti ostrigovec (znanstveno ime Hohenbuehelia petaloides) je gliva iz rodu ostrigovcev (Hohenbuehelia).

## Značilnosti
Klobuk je širok od 2 do 6 cm in dolg od 3 do 12 cm. Je školjkaste, pahljačaste ali lopatičaste oblike. Je bele, oker, rumenkaste ali sivkasto rjave barve. Površina je gola in mat. Rob klobuka je upognjen in zarezan. V mokrem vremenu postane rahlo lepljiv.
Lističi se spuščajo globoko navzdol po betu. Sprva so beli nato postanejo kremaste do rumene barve.
Bet je zelo kratek, poln in stransko pritjen. Površina bele barve, gola ali zelo nežno luskasta.
Meso je sočno in mehko, rumene barve in se po poškodbi ne spremeni. Vonj je šibek, okus je sladek. Značilna lastnost je prisotnost želatinastih plasti pod povrhnjico.

## Razširjenost in življenjski prostor
Razširjena je v Severni Ameriki, Evropi in Aziji. Pojavlja se od poletja do jeseni. Raste kot gniloživka, posamično ali v grozdih na tleh in na vejah dreves, tako v iglastih kot listnatih gozdovih najpogosteje na bukvi. Tako kot druge ostrigarke je tudi razprti ostrigovec priložnostni mesojed in je sposoben lovljenja in hranjenja z nematodami. Za lovljenje uporablja posebne strukture (cistide), ki so prekrite z lepljivo snovjo na katere se usamejo nematode in jih nato razgradi s pomočjo encimov. To je učinkovita strategija za pridobivanje dodatnih hranil, predvsem dušika, ki ji ga sicer pri razkroju lesa primanjkuje.

## Mikroskopske značilnosti
Trosni odtis je bele barve. Trosi so elipsoidni s poudarjeno konico, gladki, neamiloidni in merijo 5–9 x 3–4,5 μm. Pleurocistide na lističih so številne, vretenaste oblike z debelimi stenami in metulodine (njihovi vrhovi so obloženi s kristalčki). Povrhnjica je zgrajena iz debele plasti prepletenih mastnih pramenov.
- inkrustirana cistida
- cistide
- povrhnjica

## Podobne vrste
- bukov ostrigar (Pleurotus ostreatus) nima želatinaste plasti pod povrhnjico in metuloidnih cistid
- janeževa žilavka (Lentinellus cochleatus) ima nazobčane lističe in diši po janežu

## Uporabnost
Užiten.